# Clerodendrum thomsoniae
Clerodendrum thomsoniae, още лоза кървящо сърце, е вид цъфтящо растение от род Клеродендрон (Clerodendrum) от семейство Lamiaceae, родом от тропическа западна Африка от Камерун на запад до Сенегал. В някои региони той е напуснал районите на култивиране и е натурализиран.

## Етимология
Clerodendrum произлиза от гръцки и означава „дърво на късмета“.

## Описание
Clerodendrum thomsoniae е вечнозелена лиана, достигаща височина до 4 м, с яйцевидни до продълговати листа с дължина 8 – 17 см. Цветовете се произвеждат в цимозни съцветия от 8 – 20 заедно, като всеки цвят е с чисто бяло до бледолилаво петлистна чашка с диаметър 2,5 см и червено венче с пет лопа, дълго 2 см и в диаметър. Цветовете се раждат в цимозни съцветия, произтичащи от основата на листата. Листата от своя страна са разположени едно срещу друго и под прав ъгъл спрямо двойките отгоре и отдолу.

## Приложение
Отглежда се като декоративно растение заради декоративните си двуцветни цветя.

## Отглеждане
С минимална температура 10 – 13 °C в умерените райони се изисква подслон и среда без замръзване. Това растение е печелило Наградата за градински заслуги на Кралското градинарско общество (потвърдено през 2017 г.)